# Bursera xolocotzii
Bursera xolocotzii är en tvåhjärtbladig växtart som beskrevs av Guevara. Bursera xolocotzii ingår i släktet Bursera och familjen Burseraceae. Inga underarter finns listade i Catalogue of Life.